# Kepler-20 d
Kepler-20 d est une exoplanète en orbite autour de Kepler-20, une possible naine jaune de type spectral G5V, un peu plus froide et plus petite que le Soleil mais sensiblement plus âgée et de métallicité équivalente située à environ ∼ 929 a.l. (∼ 285 pc) du Système solaire dans la constellation de la Lyre. Au moins quatre autres corps ont été détectés autour de cette étoile à l'aide du télescope spatial Kepler par la méthode des transits : Kepler-20 b, c, e et f.
Avec une masse volumique d'au plus 4 g·cm-3 et une masse d'au plus 20 masses terrestres pour un rayon d'environ 2,75 rayons terrestres, Kepler-20 d serait de type Neptune chaud, orbitant en 77,6 jours à environ 0,35 UA de son étoile parente, ce qui lui conférerait une température d'équilibre moyenne d'environ 95 °C.